# Dumitru Popescu-Drajna
Dumitru Popescu-Drajna (n.  ?) a fost un general român de artilerie, care a îndeplinit funcții de comandă în cel de-al Doilea Război Mondial.
A fost înaintat la gradul de general de brigadă la 23 martie 1944 și la gradul de general de divizie la 16 aprilie 1947, cu vechimea de la 10 mai 1946.
Generalul de divizie Dumitru Drajna a fost trecut în cadrul disponibil la 9 august 1946, în baza legii nr. 433 din 1946, și apoi, din oficiu, în poziția de rezervă la 9 august 1947.

## Distincții
- Ordinul „23 August” clasa a III-a (10 august 1964) „pentru merite deosebite în opera de construire a socialismului, cu prilejul celei de a XX-a aniversări a eliberării patriei”[3]

## Legături externe
- en  Generals.dk